# Gődény Mária
Gődény Mária (Wolfsburg, Németország, 1945. szeptember 1.) magyar onkológus, onkológiai radiológus, az MTA doktora.

## Tanulmányai
Gődény Mária a Debreceni Orvostudományi Egyetemen végzett, summa cum laude minősítéssel. Pályája kezdetén a radiológiai szakmai gyakorlatot nagy forgalmú közkórházakban szerezte (Péterfy Sándor u.-i Kórházban, MÁV Kórházban, Tétényi u.-i Kórházban). 1988-ban az Orvostovábbképző Egyetem Radiológiai Computer Tomográfiás (CT) Labor szakmai felügyelője. 1993-ban védte meg disszertációját a „CT és MR vizsgálatok szerepe orr- és melléküreg gyulladások értékelésében”. 1996-ban Fulbright ösztöndíj (University California San Francisco) Neuroradiológiai Osztályán.

## Munkássága
1997. január 1-től az Országos Onkológiai Intézet Onkológiai Képalkotó és Invazív Diagnosztikai Központ vezetője. 2009-től az egyetem Orvostovábbképző és Kutató Tanszékének társprofesszora, valamint a Doktori Iskola témavezetője. 2009 óta a Pécsi Tudomány Egyetem Doktori Iskolájának is témavezetője. 1997 óta rendszeresen szervez továbbképző hazai és nemzetközi konferenciákat.

## Tagságai, díjai
Több hazai és nemzetközi orvos társaság tagja, vezetőségi és elnökségi tagja. 2011-2013 között a Magyar Onkológusok Társasága elnöke volt. Több elismerésben részesült, közülük kiemelve: Alexander Béla emlékérem, Kisfaludi Pál emlékérem, OOI Pro Patiente emlékgyűrű, Orvosi Hetilap 2012-ben megjelent közleményért Markusovszky Lajos díj, MOT Krompecher díj. 2017-ben az MTA doktora címet nyerte el.

## Disszertációi
Többek közt:
- „CT és MR vizsgálatok szerepe orr- és melléküreg gyulladások értékelésében”
- „Multiparametrikus MR vizsgálat prognosztikai és prediktív faktorokat meghatározó szerepe fej-nyaki tumoroknál, valamint a kismedence főbb daganat csoportjaiban”